# Monte Atago
El monte Atago es una montaña de 924 m en la parte noroeste de Ukyo-Ku en la ciudad de Kioto, en la prefectura de Kioto en Japón.
Durante la Segunda Guerra Mundial la Armada Imperial Japonesa construyó una serie de cuatro cruceros, la clase Takao, y a uno de esos cruceros se le llamó Atago en honor a esta montaña. Este barco se hundió el 23 de octubre de 1944 a las 5:53 horas frente a las islas Palawan.
- Datos: Q2975204
- Multimedia: Mount Atago (Kyoto) / Q2975204